# Hubert von Rebeur-Paschwitz
Hubert von Rebeur-Paschwitz (Frankfurt na Odri, 14. kolovoza 1863. -  Dresden, 16. veljače 1933.) je bio njemački admiral i vojni zapovjednik. Tijekom Prvog svjetskog rata zapovijedao je njemačkom Sredozemnom eskadrom i bio zapovjednik osmanske mornarice.

## Vojna karijera
Hubert von Rebeur-Paschwitz rođen je 14. kolovoza 1863. u Frankfurtu na Odri. U mornaricu je stupio kao kadet u travnju 1882. godine. Nakon okončanja osnovne obuke služi na fregati SMS Niobe, te potom pohađa Pomorsku akademiju. Topničku obuku prolazi služeći na SMS Marsu, nakon čega služi na SMS Friedrich Carlu, te korveti SMS Prinz Adalbert. Od prosinca 1885. do rujna 1886. ponovno pohađa Pomorsku akademiju. Potom dva mjeseca služi na SMS Friedrich Carl, te nakon toga na SMS Marsu. Od rujna 1887. služi kao časnik na SMS Loreley, dok je u studenom 1888. promaknut u čin poručnika.
U travnju 1898. Rebeur-Paschwitz je imenovan vojnim atašeom u Tokiju, nakon čega istu dužnost obnaša u njemačkom veleposlanstvu u Washingtonu. U rujnu 1904. postaje zapovjednikom lake krstarice SMS Arcona, dok je u studenom iduće 1905. godine premješten na službu u ministarstvo mornarice u sklopu koje je bio pomoćnikom cara Wilhelma II. U travnja 1907. unaprijeđen je u čin kapetana, dok od listopada 1909. zapovijeda bojnim brodom SMS Elsass zamijenivši na tom mjestu Reinharda Scheera. Navedenim bojnim brodom zapovijedao je do rujna 1911. godine. U ožujku 1912. promaknut je u čin kontraadmirala, nakon čega je preuzeo novoustrojenu eskadru bojnih krstaša s kojom je od 11. svibnja do 29. lipnja 1912. bio u posjetu Sjedinjenim Američkim Državama u sklopu kojeg posjeta ga je primio i predsjednik William Taft. 
U listopadu 1912. Rebeur-Paschwitz postaje ravnateljem Pomorske akademije, odgovoran za školovanje njemačkih mornaričkih časnika. U tom svojstvu u 8. prosinca 1913. s posebno formiranom eskadrom brodova kreće na plovidbu tijekom koje je eskadra plovila obalama Južne Amerike i Afrike posjećujući pritom Čile, Njemačku Jugozapadnu Afriku, Brazil, Argentinu, Urugvaj, te druge zemlje da bi se konačno 17. lipnja 1914. vratila u Njemačku gdje je ušla u sastav 3. eskadre bojnih brodova.

## Prvi svjetski rat
Na početku Prvog svjetskog rata Rebeur-Paschwitz postaje zapovjednikom 3. izviđačke eskadre bojnih brodova. Navedenu dužnost obnaša do travnja 1915. kada postaje Glavnim inspektorom za obuku njemačke mornarice. Za vrijeme obnašanja navedene dužnosti u rujnu 1915. promaknut je u čin viceadmirala. U studenom 1916. postaje zapovjednikom 2. eskadre bojnih brodova koja je sastojala od bojnih brodova starije generacije.
Rebeur-Paschwitz u rujnu 1917. postaje zapovjednikom njemačke Sredozemne eskadre zamijenivši na tom mjestu Wilhelma Souchona. Istodobno s navedenom dužnošću obnašao je i dužnost zapovjednika osmanske mornarice. Nakon potpisivanja primirja s Rusijom, Rebeur-Paschwitz u siječnju 1918. odlučuje proći kroz Dardanele, te ući u Sredozemno more kako bi svojom flotom oslabio saveznički pritisak. Međutim, u Bitci kod Imbrosa, iako je potopio dva britanska monitora, pretrpio je poraz u kojem mu je potopljena krstarica Midilli (ranije SMS Breslau), dok je bojni krstaš Yavuz Sultan Selim (ranije SMS Goeben) oštećen.

## Poslije rata
Rebeur-Paschwitz je do kraja rata ostao u Osmanskom Carstvu. Nakon rata je u veljači 1919. primio počasni čin admirala. Do 1920. obnašao je dužnost pobočnika cara Wilhelma u egzilu. Preminuo je 16. veljače 1933. godine u 70. godini života u Dresdenu.